# محمد صلاح أبو جريشة
محمد صلاح أبو جريشة (ولد 11 يناير 1970) هو مهاجم كرة قدم مصري معتزل وحاليًا مدرب عام لمنتخب مصر العسكري.
محمد صلاح أبو جريشة هو من ناشئي نادي الإسماعيلي وأحد أبناء عائلة أبو جريشة الكروية الشهيرة. فهو ابن شقيق علي أبو جريشة نجم الإسماعيلي في فترة الستينات والسبعينات. لعب محمد صلاح أبو جريشة معظم مسيرته مع الفريق الأول لنادي الإسماعيلي وحاز معه على أربع ألقاب من أصل ستة فاز بها النادي في تاريخه. وفاز بلقب هداف الدوري المصري الممتاز موسم 1995–96 برصيد 14 هدف. أما على الصعيد الدولي، فمثل محمد صلاح أبو جريشة منتخب مصر الأولمبي في الألعاب الأولمبية الصيفية 1992 ومثل منتخبها الأول في كأس الأمم الأفريقية دورات 1992 و1994 و1996.